# Feiz ha Breiz
Feiz ha Breiz (Foi et Bretagne en breton) est le nom d'un périodique catholique breton qui paraît de 1865 à 1884 puis de 1900 à 1944. Il est le premier journal hebdomadaire publié entièrement en langue bretonne.

## Première version (1865-1884)

### Historique
Le premier numéro de Feiz ha Breiz paraît en janvier 1865. Il s'agit d'un hebdomadaire fondé par Léopold-René Leséleuc de Kerouara, vicaire et futur évêque d'Autun et René-Nicolas Sergent, évêque de Quimper. La direction de la publication est confiée à l'abbé Goulven Morvan originaire de La Forest-Landerneau et auteur de plusieurs ouvrages d'inspiration religieuse tandis que l'impression revient à Arsène de Kerangal, imprimeur de l'évêché. En 1875, Goulven Morvan démissionne et Feiz ha Breiz cesse de paraître pendant six mois. Le chanoine Gabriel Morvan prend la direction du journal en 1876 puis l'abbé Nédélec jusqu'en 1883. Le dernier directeur de Feiz ha Breiz est Gabriel Milin, écrivain laïc de langue bretonne. Le journal disparaît en 1884.

### L'hebdomadaire
Diffusé dans le Léon, Feiz ha Breiz est rédigé en breton léonard, et compte 2000 abonnés dès son lancement. L'hebdomadaire contient des informations religieuses comme la vie des saints de la semaine mais aussi des articles plus généralistes comme les nouvelles du pays, des conseils médicaux, les dates des foires, le cours des produits de la terre, de la viande, etc.

## Seconde version (1900-1944)

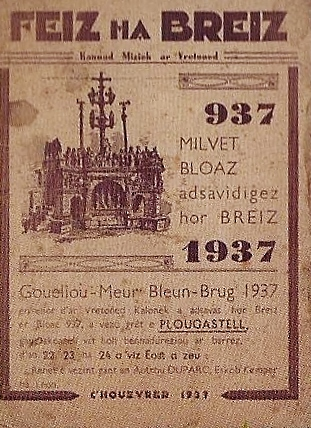
Première page d'un n° de la revue Feiz Ha Breiz datant de 1937.

### Historique
Feiz ha Breiz est relancé en janvier 1900 sous forme d'un bimestriel qui fait peu à peu office d'organe de l'association catholique bretonnante Bleun-Brug. En 1907, Feiz ha Breiz devient mensuel et sa direction est confiée à l'abbé François Cardinal. En 1911, l'abbé Jean-Marie Perrot, rédacteur pour Feiz ha Breiz depuis 1902 en prend la direction jusqu'à sa mort en 1943. En 1921, le mensuel absorbe deux revues trégoroises et prend le nom de Feiz ha Breiz, Arvorig ha Kroaz ar Vretoned jusqu'en décembre 1926. En octobre 1933, une revue pour la jeunesse est lancée sous le nom de Feiz ha Breiz ar Vugale. Le dernier numéro paraît en avril 1944 sous la direction de l'abbé L. Bleunven, recteur de Ploudalmezeau.

### Le mensuel
Entièrement rédigé en breton, Feiz ha Breiz est diffusé dans l'évêché de Quimper et Léon (Cornouaille et Léon) puis dans la partie bretonnante de l'évêché de Saint-Brieuc et Tréguier (Trégor). La revue aborde des sujets très divers : des articles religieux bien-sûr, mais aussi des conseils aux cultivateurs, des conseils médicaux, des articles de propagande anti-alcoolique, des poèmes... Son tirage atteint 7000 exemplaires en 1912 et 10 000 exemplaires en 1924.
Une édition en français existait pour la Haute-Bretagne. Son titre était Foi et Bretagne, organe du Bleun-Brug de Haute-Bretagne. Celle-ci paraît pendant cinq ans jusqu'en 1928.

## Les revuesBleun-BrugetBarr-Heol
Une nouvelle revue en langue bretonne nommée Kroaz Breiz puis Bleun-Brug succède à la revue Feiz ha Breiz après la seconde guerre mondiale. Mais une scission se produit au sein de l'association catholique Bleun-Brug entre régionalistes et nationalistes. Deux nouvelles revues voient le jour :
- Barr-Heol war Feiz ha Breizh, revue d'inspiration nationaliste créée par l'abbé Marsel Klerg. Celle-ci cesse de paraître en 1977[réf. nécessaire].
- Bleun-Brug - Feiz ha Breiz, revue bilingue d'inspiration régionaliste dirigée par le chanoine François Mevellec. Celle-ci disparaît en 1983.